# Peter Braun
Peter Braun (República Federal Alemana, 1 de agosto de 1962) es un atleta alemán retirado especializado en la prueba de 800 m, en la que consiguió ser campeón europeo en pista cubierta en 1986.

## Carrera deportiva
En el Campeonato Europeo de Atletismo en Pista Cubierta de 1986 ganó la medalla de oro en los 800 metros, con un tiempo de 1:48.96 segundos, por delante del español Colomán Trabado y el francés Thierry Tonnelier.